# Cedar Mill (hardware)

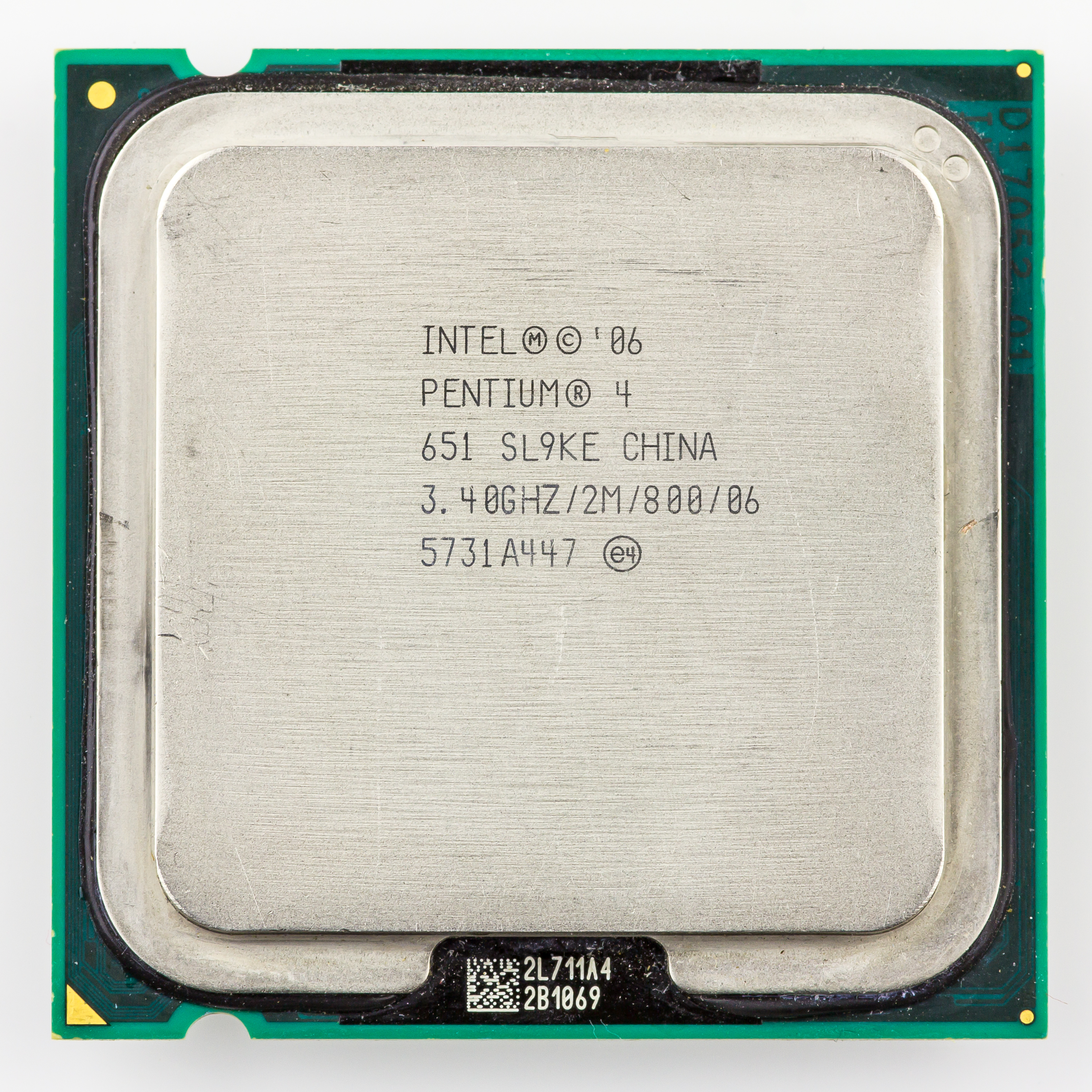
Intel microprocessor Pentium 4 HT 651 3.4 GHz - SL9KE

Dopo l'abbandono del progetto Tejas, Intel ha dovuto cambiare i propri piani per sviluppare un successore per il Pentium 4 Prescott e sembra averlo trovato in Cedar Mill.
In realtà con il nome Cedar Mill, agli inizi del 2004 si intendeva l'evoluzione Tejas-C del progetto Tejas, quindi una CPU decisamente diversa da quella che poi sarà presentata sul mercato.

## Caratteristiche tecniche

### Processo produttivo
Cedar Mill è quindi il nuovo processore single core di Intel e viene offerto per la fascia medio-bassa del mercato che non necessita della potenza aggiuntiva offerta dai processori dual core Pentium D, ma si avvantaggia comunque del nuovo processo produttivo a 65 nm.
In pratica può essere visto, o come una CPU Presler a cui è stato disabilitato uno dei due core, oppure come un Prescott serie 6x0 costruito a 65 nm, mediante un semplice die shrink, con l'aggiunta della tecnologia di virtualizzazione; presumibilmente, la derivazione dal progetto Presler, servirà ad Intel per riutilizzare tutti quei processori dual core la cui produzione non è andata completamente a buon fine e che possono essere riutilizzati in questo modo. In fondo questo è analogo a quello che succede già ora con le CPU Celeron che sono particolari esemplari di Pentium 4, che per i più svariati motivi, cache difettosa, frequenze di bus non supportabili, ecc. sono state rimarchiate e rivendute nel settore entry level. Non è un caso quindi che, almeno inizialmente, non fosse ancora chiaro se Cedar Mill "sarebbe rimasto commercialmente un Pentium 4" oppure sarebbe stato utilizzato come core per i Celeron derivati dal Pentium D, sebbene apparisse già logico che tale core avrebbe occupato entrambe le fasce di mercato con la versione appena citata venduta come Pentium 4 e una versione depotenziata con soli 512 kB di cache L2 in abbinamento a bus a 533 MHz di clock. Scenario quest'ultimo che poi si è effettivamente realizzato.
Continuando con la strada intrapresa con il progetto Prescott, Intel ha deciso di utilizzare anche in questo caso la tecnologia Strained silicon invece di quella Silicon on insulator (SOI) utilizzata da AMD. Tuttavia, l'azienda ha incrementato lo strato isolante del 15% creandone uno di 1,2 nm tra gate ed elettrodi; questo serve a mantenere le perdite di corrente su valori accettabili, mentre si incrementano le prestazioni e diminuisce la dissipazione termica. Inoltre, con Cedar Mill (e anche Presler), i transistor che non sono utilizzati vengono automaticamente disabilitati. Questa soluzione è applicabile alle aree della cache, ma anche ad altre unità funzionali. Secondo Intel, il tempo richiesto per il "risveglio" dei transistor dalla modalità "sleep" è così minima da prevenire ogni ritardo.

### L'efficienza di Cedar Mill
L'adozione del nuovo processo produttivo ha consentito di ridurre a 86 W il consumo massimo di 115 W del core Prescott. Già i primi test indipendenti apparsi sulla rete avevano dimostrato un consumo sotto carico del 20% in meno rispetto ad un Prescott di ultima generazione. Questa differenza è abbastanza grande da riportare in corsa Intel nella battaglia delle prestazioni per watt, ma tuttavia, tale differenza è più risicata in modalità idle (processore a riposo) e con SpeedStep abilitato.
Le prestazioni sono analoghe a quelle ottenute con i Pentium 4 Prescott di pari frequenza di clock dato che l'architettura rimane la stessa, ma bisogna tener conto che grazie a queste innovazioni Intel potrà superare la soglia dei 4 GHz, con un consumo di 86 watt rispetto agli odierni 130 W; questo permetterà non solo vantaggiosi sviluppi futuri, ma anche l'espansione dei sistemi VIIV, su cui Intel punta molto.

### Tecnologie implementate
Tra le varie funzionalità ereditate dal suo predecessore, come MMX, SSE, SSE2, SSE3, EM64T, XD-bit, Hyper-Threading, SpeedStep e l'utilizzo del Socket 775, dovrebbe essere implementata anche la tecnologia di virtualizzazione Vanderpool. Per il resto si ha il solito BUS a 800 MHz e cache L2 di 2 MB, oltre ad un voltaggio di alimentazione variabile (grazie alla tecnologia SpeedStep) tra 1,36 V e 1,31 V.

## Modelli mai commercializzati
Non tutti i modelli previsti sono poi stati presentati. I processori Cedar Mill avrebbero dovuto essere forniti in due distinte versioni: quella con numerazione 6x1 è sprovvista del supporto alla tecnologia Vanderpool per la virtualizzazione, mentre tale funzionalità avrebbe dovuto essere implementata nelle versioni 6x3, che però non sono mai state presentate.
Ecco i vari modelli che non sono mai arrivati sul mercato (è inclusa anche la versione 671, senza la tecnologia Vanderpool ma comunque mai arrivata sul mercato):
- Pentium 4 673 - 3,8 GHz, 2 MB cache L2, Vanderpool
- Pentium 4 671 - 3,8 GHz, 2 MB cache L2
- Pentium 4 663 - 3,6 GHz, 2 MB cache L2, Vanderpool
- Pentium 4 653 - 3,4 GHz, 2 MB cache L2, Vanderpool
- Pentium 4 643 - 3,2 GHz, 2 MB cache L2, Vanderpool
- Pentium 4 633 - 3,0 GHz, 2 MB cache L2, Vanderpool

## Modelli
La tabella seguente mostra i modelli di Pentium 4 e Celeron D, basati sul core Cedar Mill, arrivati sul mercato. Molti di questi condividono caratteristiche comuni pur essendo basati su core diversi; per questo motivo, allo scopo di rendere maggiormente evidente tali affinità e "alleggerire" la visualizzazione alcune colonne mostrano un valore comune a più righe. Di seguito anche una legenda dei termini (alcuni abbreviati) usati per l'intestazione delle colonne:
- Nome Commerciale: si intende il nome con cui è stato immesso in commercio quel particolare esemplare.
- Data: si intende la data di immissione sul mercato di quel particolare esemplare.
- Socket: lo zoccolo della scheda madre in cui viene inserito il processore. In questo caso il numero rappresenta oltre al nome anche il numero dei pin di contatto.
- N°C: sta per "N°Core" e si intende il numero di core montati sul package: 1 se "single core" o 2 se "dual core".
- Clock: la frequenza di funzionamento del processore.
- Molt.: sta per "Moltiplicatore" ovvero il fattore di moltiplicazione per il quale bisogna moltiplicare la frequenza di bus per ottenere la frequenza del processore.
- Pr.Prod.: sta per "Processo produttivo" e indica tipicamente la dimensione dei gate dei transistors (180 nm, 130 nm, 90 nm) e il numero di transistor integrati nel processore espresso in milioni.
- Voltag.: sta per "Voltaggio" e indica la tensione di alimentazione del processore.
- Watt: si intende il consumo massimo di quel particolare esemplare.
- Bus: frequenza del bus di sistema.
- Cache: dimensione delle cache di 1º e 2º livello.
- XD: sta per "XD-bit" e indica l'implementazione della tecnologia di sicurezza che evita l'esecuzione di codice malevolo sul computer.
- 64: sta per "EM64T" e indica l'implementazione della tecnologia a 64 bit di Intel.
- HT: sta per "Hyper-Threading" e indica l'implementazione della esclusiva tecnologia Intel che consente al sistema operativo di vedere 2 core logici.
- ST: sta per "SpeedStep Technology" ovvero la tecnologia di risparmio energetico sviluppata da Intel e inserita negli ultimi Pentium 4 Prescott serie 6xx per contenere il consumo massimo.
- VT: sta per "Vanderpool Technology", la tecnologia di virtualizzazione che rende possibile l'esecuzione simultanea di più sistemi operativi differenti contemporaneamente.

| Nome Commerciale | Data        | Socket | N°C | Clock    | Molt. | Pr.Prod.       | Voltag. | Watt | Bus     | Cache             | XD | 64 | HT | ST | VT |
| ---------------- | ----------- | ------ | --- | -------- | ----- | -------------- | ------- | ---- | ------- | ----------------- | -- | -- | -- | -- | -- |
| Pentium 4 631    | 16/gen/2006 | 775    | 1   | 3,0 GHz  | 15x   | 65 nm 168 mil. | 1,3 V   | 86 W | 800 MHz | L1=16KB L2=2 MB   | Sì | Sì | Sì | Sì | No |
| Pentium 4 641    | 16/gen/2006 | 775    | 1   | 3,2 GHz  | 16x   | 65 nm 168 mil. | 1,3 V   | 86 W | 800 MHz | L1=16KB L2=2 MB   | Sì | Sì | Sì | Sì | No |
| Pentium 4 651    | 16/gen/2006 | 775    | 1   | 3,4 GHz  | 17x   | 65 nm 168 mil. | 1,3 V   | 86 W | 800 MHz | L1=16KB L2=2 MB   | Sì | Sì | Sì | Sì | No |
| Pentium 4 661    | 16/gen/2006 | 775    | 1   | 3,6 GHz  | 18x   | 65 nm 168 mil. | 1,3 V   | 86 W | 800 MHz | L1=16KB L2=2 MB   | Sì | Sì | Sì | Sì | No |
| Celeron D 352    | 28/mag/2006 | 775    | 1   | 3,2 GHz  | 24x   | 65 nm          | 1,3 V   | 65 W | 533 MHz | L1=16KB L2=512 kB | Sì | Sì | No | No | No |
| Celeron D 356    | 28/mag/2006 | 775    | 1   | 3,33 GHz | 25x   | 65 nm          | 1,3 V   | 65 W | 533 MHz | L1=16KB L2=512 kB | Sì | Sì | No | No | No |
| Celeron D 360    | 5/set/2006  | 775    | 1   | 3,46 GHz | 26x   | 65 nm          | 1,3 V   | 65 W | 533 MHz | L1=16KB L2=512 kB | Sì | Sì | No | No | No |
| Celeron D 347    | 22/ott/2006 | 775    | 1   | 3,06 GHz | 23x   | 65 nm          | 1,3 V   | 65 W | 533 MHz | L1=16KB L2=512 kB | Sì | Sì | No | No | No |
| Celeron D 365    | 23/feb/2007 | 775    | 1   | 3,6 GHz  | 27x   | 65 nm          | 1,3 V   | 65 W | 533 MHz | L1=16KB L2=512 kB | Sì | Sì | No | No | No |

Nota: la tabella soprastante è un estratto di quelle complete contenute nelle pagine del Pentium 4 e del Celeron D.

## Termine della produzione di Cedar Mill
Intel ha annunciato di voler sospendere entro ottobre 2007 la produzione di tutti i modelli di Celeron D basati sul core Cedar Mill e dei seguenti modelli di Pentium 4: 661, 641 e 631. Questa mossa segna l'inizio della fine per l'ultima generazione di processori Intel ancora basati su architetture precedenti all'attuale Intel Core Microarchitecture e inoltre il progressivo abbandono delle soluzioni a 65 nm faciliterà il passaggio alle soluzioni a 45 nm.
L'ultima mossa di Intel lascerà in vita solo un prodotto della gamma Celeron D, il 352.